# Reprezentacja Mongolii na Mistrzostwach Świata w Narciarstwie Klasycznym 2005
Reprezentacja Mongolii na Mistrzostwach Świata w Narciarstwie Klasycznym 2005 w Oberstdorfie składała się z dwóch zawodników. Byli nimi: biegacz narciarski Khurelbataar Khash Erdene i biegaczka narciarska Ochir Erdene Ochirsuren. Najlepszy rezultat reprezentacji to 65. miejsce Ochirsuren w sprincie stylem klasycznym.

## Wyniki

### Biegi narciarskie

#### Mężczyźni
15 km stylem dowolnym
- Khurelbataar Khash Erdene - 111. miejsce

Bieg łączony 2x15 km
- Khurelbataar Khash Erdene - nie ukończył

Sprint stylem klasycznym
- Khurelbataar Khash Erdene - 72. miejsce

50 km stylem dowolnym
- Khurelbataar Khash Erdene - nie ukończył

#### Kobiety
10 km stylem dowolnym
- Ochir Erdene Ochirsuren – 70. miejsce

Bieg łączony 2x7,5 km
- Ochir Erdene Ochirsuren – nie ukończyła

Sprint stylem klasycznym
- Ochir Erdene Ochirsuren – 65. miejsce

30 km stylem dowolnym
- Ochir Erdene Ochirsuren – nie ukończyła